# Josie Davis
Josie Rebecca Davis (nacida el 16 de enero de 1973) es una actriz estadounidense, conocida por su papel de Sarah Powell en la serie de televisión Charles in Charge desde 1987 a 1990.

## Filmografía
| Año  | Título                       | Papel                    |
| ---- | ---------------------------- | ------------------------ |
| 2015 | Accidental Obsession         | Heather                  |
| 2013 | Notes from Dad               | April Sutton             |
| 2013 | Dirty Teacher                | Molly Matson             |
| 2013 | Past Obsessions              | Shane Walsh              |
| 2012 | Mantervention                | TSA Supervisor           |
| 2012 | The Perfect Student          | Tara                     |
| 2011 | Stealing Roses               | Sally                    |
| 2010 | Seduced by Lies              | Laurie Colton            |
| 2010 | The Ascent                   | Emily Wilks              |
| 2010 | The Cursed                   | Mrs. Jimmy Muldoon       |
| 2009 | The Trouble with Romance     | Karen                    |
| 2008 | Twilight                     | Lucy/Nikki               |
| 2008 | McBride: Requiem             | Ava Fletcher             |
| 2008 | The Perfect Assistant        | Rachel Partson           |
| 2007 | Chasing Tchaikovsky          | Josette                  |
| 2007 | Tranced                      | Annie Bodie              |
| 2007 | In The Land Of Merry Misfits | Gwendlyn                 |
| 2007 | Carolina Moon                | Faith Lavelle            |
| 2006 | Kalamazoo?                   | Carol Cavanaugh          |
| 2006 | Be My Baby                   | Linda                    |
| 2005 | Blind Injustice              | Detective Susan Tyrell   |
| 2003 | Lotto                        | Stacey                   |
| 2002 | Sonny                        | Gretchen                 |
| 2002 | L.A. Law: The Movie          | Chloe Carpenter          |
| 2002 | Psychic Murders              | Serafina Dalton          |
| 2001 | Slammed                      | Shane Masters            |
| 1997 | Badge of Fear                | Officer Samantha Edwards |
| 1995 | Beach House                  | Sorority Sister          |

## Filmografía para TV
| Año  | Show de TV                          | Episodio                                          | Papel            |
| ---- | ----------------------------------- | ------------------------------------------------- | ---------------- |
| 2012 | Hollywood Heights                   | Eddie Feels at Home                               | Daphne Miller    |
| 2012 | Hollywood Heights                   | The Double Date                                   | Daphne Miller    |
| 2012 | Hollywood Heights                   | The Paparazzi Photo                               | Daphne Miller    |
| 2012 | Hollywood Heights                   | The House Party                                   | Daphne Miller    |
| 2012 | Hollywood Heights                   | Melissa's Birthday                                | Daphne Miller    |
| 2012 | Hollywood Heights                   | Eddie & Chloe Meet Oz                             | Daphne Miller    |
| 2012 | Hollywood Heights                   | The Music Video Rehearsal                         | Daphne Miller    |
| 2012 | Hollywood Heights                   | The Songwriting Contest                           | Daphne Miller    |
| 2012 | Hollywood Heights                   | Loren Gets Lost                                   | Daphne Miller    |
| 2012 | Hollywood Heights                   | The Announcement                                  | Daphne Miller    |
| 2011 | Breakout Kings                      | One For Money                                     | Kate Lavin       |
| 2010 | Chuck                               | Chuck Versus First Class                          | Serena           |
| 2009 | CSI: NY                             | Manhattanhenge                                    | Calliope Eckhart |
| 2009 | CSI: NY                             | Cuckoo’s Nest                                     | Calliope Eckhart |
| 2009 | Bones                               | The Beautiful Day in the Neighborhood             | Paula Lindbergh  |
| 2009 | CSI: NY                             | Lat 40°47′N/Long 73°58′W                          | Calliope Eckhart |
| 2009 | Burn Notice                         | Shot in the Dark                                  | April Luna       |
| 2008 | The mentalist                       | The desert Rose                                   | Sonia            |
| 2008 | Fear Itself (TV series) Fear Itself | Family Man                                        | Kathy Mahoney    |
| 2008 | Rules of Engagement                 | Optimal Male                                      | Clarissa         |
| 2007 | Shark                               | No Holds Barred                                   | Kelly Abbott     |
| 2007 | Ghost Whisperer                     | The Cradle Will Rock                              | Sally Jenkins    |
| 2005 | Two and a Half Men                  | Santa’s Village of the Damned                     | Sandy            |
| 2005 | Eve                                 | The Lyin’, the Witch and the Wardrobe             | Melanie Van Lowe |
| 2005 | Living with Fran                    | Sweet Sixteen Again with Fran                     | Laurie Dean      |
| 2004 | NCIS                                | Reveille                                          | Marta            |
| 2004 | CSI: Miami                          | Money for Nothing                                 | Mary Donlan      |
| 2004 | In the Game                         | Pilot                                             | Brandee          |
| 2003 | The Division                        | Oh Mother, Who Art Thou?                          | Anna Marks       |
| 2002 | Philly                              | Thanks for the Mammaries                          | Lili Alexander   |
| 2000 | Titans                              | 13 episodes                                       | Laurie Williams  |
| 2000 | Beverly Hills 90210                 | I’m Happy for You… Really                         | Camille Desmond  |
| 2000 | Beverly Hills 90210                 | And Don’t Forget to Give Me Back My Black T-Shirt | Camille Desmond  |
| 2000 | Beverly Hills 90210                 | The Easter Bunny                                  | Camille Desmond  |
| 2000 | Beverly Hills 90210                 | Spring Fever                                      | Camille Desmond  |
| 2000 | Beverly Hills 90210                 | Ever Heard the One About the Exploding Father?    | Camille Desmond  |
| 2000 | Beverly Hills 90210                 | I Will Be Your Father Figure                      | Camille Desmond  |
| 2000 | Beverly Hills 90210                 | Eddie Waitkus                                     | Camille Desmond  |
| 2000 | Beverly Hills 90210                 | Doc Martin                                        | Camille Desmond  |
| 2000 | Beverly Hills 90210                 | The Final Proof                                   | Camille Desmond  |
| 2000 | Beverly Hills 90210                 | Fertile Ground                                    | Camille Desmond  |
| 1999 | Profiler                            | Las Brisas                                        | Anne Lofton      |
| 1999 | L.A. Heat                           | In Harm's Way                                     | Wendy            |
| 1999 | Mortal Kombat: Conquest             | The Serpent and the Ice                           | Peron            |
| 1999 | Nash Bridges                        | Superstition                                      | Ursula           |
| 1999 | The Love Boat: The Next Wave        | The Love Floats: St. Valentine’s Day Massacre     |                  |
| 1998 | Baywatch                            | The Edge                                          | Liz Brooks       |
| 1998 | Arliss                              | Behind Every Great Client...                      | Baseball Wife    |
| 1998 | Beverly Hills 90210                 | Crimes and Misdemeanors                           | Madeline         |
| 1996 | The Young and the Restless          |                                                   | Grace Turner #1  |
| 1996 | High Tide                           | Code Name: Scorpion                               | Tina Chapman     |
| 1994 | Silk Stalkings                      | Head'N'Tail                                       | Luanna Baskin    |
| 1994 | Dead at 21                          | Hotel California                                  | Earth            |
| 1992 | Silk Stalkings                      | Love-15                                           | Alex             |
| 1987 | Charles in Charge                   | 104 episodes                                      | Sarah Powell     |